# August Wilhelm Ambros

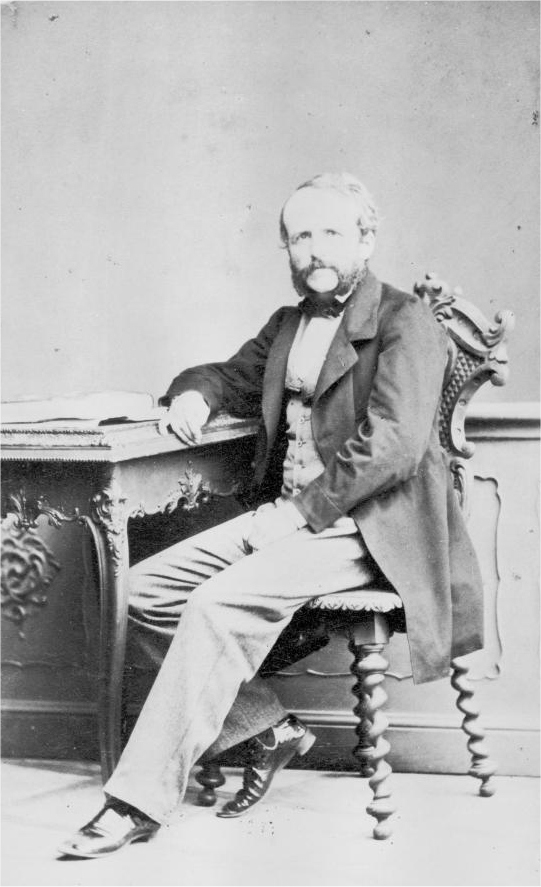
August Wilhelm Ambros

August Wilhelm Ambros (* 11. November 1816 in Mauth bei Pilsen; † 28. Juni 1876 in Wien) war ein österreichischer Musikhistoriker, Musikkritiker und Komponist.

## Leben
Seine Mutter Charlotte Caroline Ambros geb. Kiesewetter (* 1785), eine versierte Pianistin, war die Schwester des Wiener Musikwissenschaftlers Raphael Georg Kiesewetter. Sein Vater war Ludwig Ambros (1780–1858).
Obwohl sein Vater für ihn die juristische Laufbahn vorgesehen hatte (Doktorwürde im Jahr 1839, Oberstaatsanwaltssubstitut am Prager Landesgericht – dabei im Revolutionsjahr 1848 für die Zensur der Prager Presse zuständig – sowie im Justizministerium in Wien), waren Musik und Kunst seine wahre Profession. Schon in der Jugend wurde Ambros durch seine Mutter musikalisch gefördert. Während seiner Gymnasialzeit in Prag erlernte er sowohl Malerei als auch Musik praktisch und theoretisch.
Als Mitglied (Flamin) des von ihm mitgegründeten Prager Davidsbundes fand er dabei besonders in Robert Schumann, mit dem er von 1845 bis 1850 auch korrespondierte, sein musikalisches und journalistisches Vorbild. Seine Kompositionen waren ebenso vom Stil Felix Mendelssohn Bartholdys beeinflusst. Er opponierte mit zahlreichen Freunden aus dem Prager Bildungsbürgertum, zu denen u. a. Eduard Hanslick („Renatus“) gehörte, gegen den damals vorherrschenden musikalischen Konservatismus in Prag.
Seinen Zeitgenossen war Ambros, neben seiner Komponistentätigkeit, besonders als Musikschriftsteller und Kritiker bekannt. Mit seinem Erstlingswerk Die Grenzen der Musik und Poesie (1856), als Antwort auf Eduard Hanslicks Schrift Vom Musikalisch-Schönen konzipiert, stellte er dessen ästhetischem Konzept der „tönend bewegten Form“ sein Konzept der „beseelten Form“ entgegen. In seiner Kernaussage war er dem Hanslickschen Ansatz so nahe, dass Ambros mit dieser Arbeit zwar einen publizistischen Erfolg verbuchen konnte, zur musikästhetischen Diskussion der zweiten Hälfte des 19. Jahrhunderts jedoch keinen konzeptionell neuen Beitrag liefern konnte.
Dieses Buch und Arbeiten wie Culturhistorische Bilder aus dem Musikleben der Gegenwart (1860) und Bunte Blätter (1872/1874) sowie eine Vielzahl von Zeitungspublikationen, darunter in der Wiener Zeitung, trugen ihm dennoch sein Renommee als einer der bedeutendsten Musikkritiker seiner Zeit ein.
Nach einem von der Fachwelt mit Interesse aufgenommenen Vortrag im Rahmen des Jahrestreffens des Deutschen Tonkünstlerbundes im Jahr 1859 („Die Musik als culturgeschichtliches Moment in der Geschichte“) beauftragte ihn das Breslauer Verlagshaus Leuckart (Constantin Sander) mit der Arbeit einer umfassenden Musikgeschichte. Das Ergebnis war seine dreibändige Geschichte der Musik. Der erste Band beschäftigte sich mit der Musik der außereuropäischen Kulturen und der Musik der Antike (mit einem besonderen Schwerpunkt auf griechischer Musik), der zweite Band mit der Musik vom 4. bis zum frühen 15. Jahrhundert (mit Schwerpunkten auf der Gregorianik, Guido von Arezzo, Antoine Busnoys und Guillaume Du Fay) und der dritte Band mit der Musik der frankoflämischen Schule (Schwerpunkt Josquin Desprez).
Aufgrund seiner Ausbildung war Ambros dabei mehr als viele seiner Kollegen mit der Methodik und den Konzepten der Historischen Rechtsschule und der Kunstgeschichtsschreibung seiner Zeit vertraut, was sich in der Konzeption des Werkes niederschlug. Diese steht in einem Spannungsfeld zwischen einer geschichtsphilosophischen Konzeption hegelscher Provenienz und einer stark historistisch geprägten Herangehensweise, die dem Rankeschen Postulat der „Selbstauslöschung“ eigener historischer Anschauung zu folgen sucht.
Während Ambros an der Geschichte der Musik arbeitete, wurde er für mehrere Monate im Jahr seiner Ämter in Prag und Wien (unter anderem als Professor der Musikgeschichte des Prager Konservatoriums und als Kronprinz Rudolfs Lehrer für Kunstgeschichte) entbunden, um in verschiedenen Archiven Europas Materialien zusammentragen zu können.
Ambros starb, bevor er den vierten Band, der das Zeitalter Palestrinas umfassen sollte, vollenden konnte. Das Werk wurde 1878 von Otto Kade und Hugo Leichtentritt publiziert. Ein fünfter Band mit Musikbeispielen zum dritten Band der Geschichte der Musik erschien 1882 unter der Federführung Kades. Wilhelm Langhans setzte das Werk in „chronologischer Folge“ fort, ohne jedoch Ambros Niveau erreichen zu können.
In Wien-Liesing (23. Bezirk) ist seit 1954 der Ambrosweg ihm zu Ehren benannt.
Er war seit 3. Juni 1850 mit Theresia Ambros verheiratet. Diese wurde 1878 aufgrund der Verdienste ihres verstorbenen Mannes mit ihren acht Kindern (darunter dem Maler Rafael Ambros) in den österreichischen Ritterstand erhoben.

## Auszeichnungen
- Orden der Eisernen Krone III. Klasse. Die damit erfolgte Erhebung in den erblichen Ritterstand erreichte erst zwei Jahre nach seinem Tod 1878 seine Witwe Theresia Ambros für sich und ihre acht Kinder.

## Werk

### Bücher
- Die Grenzen der Musik und Poesie. Eine Studie zur Ästhetik der Tonkunst, Prag 1856
- Der Dom zu Prag, Prag 1858
- Das Conservatorium in Prag. Eine Denkschrift bei Gelegenheit der fünfzigjährigen Jubelfeier der Gründung, Prag 1858 (Digitalisat)
- Culturhistorische Bilder aus dem Musikleben der Gegenwart, Leipzig 1860 – 2. Aufl. 1865 (Digitalisat)
- Geschichte der Musik
  - I. Die Musik des griechischen Altertums und des Orients. Breslau 1862. Digitalisat: urn:nbn:de:bvb:12-bsb10598178-2.
  - II. A. Die Anfänge der europäischen abendländischen Kunst. B. Die Entwickelung des geregelten mehrstimmigen Gesanges. Breslau 1864. Digitalisat: urn:nbn:de:bvb:12-bsb10598179-1.
  - III. A. Die Zeit der Niederländer. B. Die Musik in Deutschland und England. C. Die italienische Musik des 15. Jahrhunderts. Breslau 1868. Digitalisat: urn:nbn:de:bvb:12-bsb10598180-4.
  - IV. Musik in Italien von Palestrina bis gegen 1650. Fragment. Leipzig 1878, Digitalisat: urn:nbn:de:bvb:12-bsb11376491-1.
  - V. Auserwählte Tonwerke der berühmtesten Meister des 15. und 16. Jahrhunderts. Nach unvollendet hinterlassenem Notenmaterial herausgegeben von Otto Kade. Leipzig 1882, Digitalisat: urn:nbn:de:bvb:12-bsb11556902-5.
  - Namen- und Sachregister. Erstellt von Wilhelm Bäumker. 1882.
- Bunte Blätter. Skizzen und Studien für Freunde der Musik und der bildenden Kunst. (Digitalisate in der Digitalen Bibliothek Mecklenburg-Vorpommern)
  - [Bd. 1]. Leipzig 1872.
  - Neue Folge [Bd. 2]. Leipzig 1874.
  - Bunte Blätter [zwei Bände in einem; nur die Aufsätze über Musik, hrsg. von Emil Vogel.] 1896.
- Zwei musikalische Nachlasshefte. Preßburg und Leipzig 1882.[2]

### Artikel
Eine Bibliographie der zahlreichen Aufsätze, Studien, Skizzen usw., die in Zeitschriften und Tageszeitungen (Neue Zeitschrift für Musik, Leipzig; Bohemia, Prag; Abendpost, Neue Freie Presse, Wien, u. a. m.) erschienen sind, fehlt noch; sie wäre von Wichtigkeit, weil nach Ambros’ Selbstzeugnis (Bunte Blätter I, VI f.) frühere Zeitschriften-Aufsätze und Feuilletons nur in stark umgearbeiteter Form in seine eigenen Schriftensammlungen übernommen worden sind. Zurzeit wird an der Universität Wien an einer historisch-kritischen Ausgabe seiner Musikaufsätze und -rezensionen der Jahre 1872 bis 1876 gearbeitet.

### Kompositionen
Ambros schrieb Lieder, Kammermusik, Charakterstücke und Sonaten für Klavier sowie zahlreiche unpublizierte Werke wie die Opern Libušas Prophezeiung, Břetislav a Jitka, Ouvertüren zu Schauspielen von Kleist, Calderón und Shakespeare, zwei Messen, ein Stabat Mater und zwei Symphonien. Er gehörte in den 1840er Jahren zu den angesehensten Prager Komponisten, konnte jedoch, mit Ausnahme seiner Ouvertüren, außerhalb der Stadt keine großen Erfolge verbuchen.

## Neuausgabe
- Musikaufsätze und -rezensionen 1872–1876. Historisch-kritische Ausgabe, hrsg. von Markéta Štědronská, Band 1, 1872 und 1873, Wien: Hollitzer 2017 (= Wiener Veröffentlichungen zur Musikwissenschaft, Band 45), ISBN 978-3-99012-337-9
- Musikaufsätze und -rezensionen 1872–1876. Historisch-kritische Ausgabe, hrsg. von Markéta Štědronská, Band 2, 1874 und 1876, Wien: Hollitzer 2019 (= Wiener Veröffentlichungen zur Musikwissenschaft, Band 46), ISBN 978-3-99012-414-7